# Okanaganochrysa coltsunae
Okanaganochrysa coltsunae (лат.) — ископаемый вид сетчатокрылых насекомых рода Okanaganochrysa из семейства златоглазки (Chrysopidae). Известны по ранним эоценовым отложениям из западной части Северной Америки (Канада, Британская Колумбия; McAbee, Okanagan Highlands, возраст около 53 млн лет).

## Описание
Размер крыла 21,5×8,3 мм. По жилкования крыльев близок к родам Adamsochrysa, Cimbrochrysa, Danochrysa и Stephenbrooksia. Вместе с другими ископаемыми видами златоглазок, такими как Protochrysa fuscobasalis, Adamsochrysa aspera, Adamsochrysa wilsoni, Archaeochrysa profracta, Chrysopa glaesaria и Leucochrysa prisca, являются одними из древнейших представителей Chrysopidae.
Таксон был впервые описан в 2013 году российским энтомологом Владимиром Макаркиным (Биолого-почвенный институт ДВО РАН, Владивосток) и канадским палеоэнтомологом Брюсом Арчибальдом (Archibald S. Bruce.; Department of Biological Sciences, Simon Fraser University, Burnaby, Британская Колумбия; Royal BC Museum, Victoria, Канада). Название роду дано от сочетания имени места нахождения типовой серии (Okanagan Highlands) и слова chrysa, традиционно используемого в таксономии златоглазок. Видовое название дано по имени матери (Coltsun, Sylvia O’Sullivan) коллектора голотипа (Terrence O’Sullivan).